# ロバート・ウェルズ (ソングライター)
ボブ・ウェルズ（Bob Wells）としても知られた、ロバート・ウェルズ（Robert Wells、1922年10月15日 - 1998年9月23日）は、アメリカ合衆国のソングライター、作曲家、脚本家、テレビ・プロデューサー。駆け出しの頃には、歌手でソングライターでもあったメル・トーメと共作し、1945年の「ザ・クリスマス・ソング」をはじめ、いくつものヒット曲を生んだ。後に、ウェルズは、テレビ番組の放送作家、プロデューサーとして名を上げ、『ダイナ・ショア・シェヴィ・ショー (The Dinah Shore Chevy Show)』をはじめ、シャーリー・マクレーンの番組『If They Could See Me Now』などのバラエティ特別番組を多数制作した。アカデミー賞は数回ノミネートされたものの受賞には至らなかったが、エミー賞は6回、ピーボディ賞も1回受賞した。

## 生い立ちと経歴
ロバート・ウェルズは、1922年にワシントン州レイモンド (Raymond) に生まれた。地元の商業学校に学んだ後、南カリフォルニア大学でスピーチとドラマを専攻した。第二次世界大戦中には、アメリカ陸軍航空軍で兵役に就いた。戦前も、また、戦後も、ウェルズはラジオや映画のための脚本家や作詞家として働いていた。

## メル・トーメとの共作
1945年から1949年にかけて、ウェルズはもっぱらメル・トーメとの共同作業に取り組んだ。そこから生まれたヒット曲には、「Born to be Blue」や「A Stranger Called the Blues」、また、多数の映画関係の楽曲が含まれていた。
ふたりの共作として最も有名になったのは「ザ・クリスマス・ソング」である。ウェルズは、歌い出しの4行の歌詞に相当する言葉を、1945年7月の暑い日に書き留めた。そこへトーメがやって来て、ノートに書かれたメモを見つけた。ウェルズは、暑いカリフォルニアの夏を涼やかに過ごすために、クリスマス・ソングを書いてみるのは一興だと考え、トーメもこれに同意した。40分ほどの間に完成したこの歌は、やがてナット・キング・コールの歌唱などによって広まり、歴史上最も頻繁に歌われるクリスマス・ソングのひとつとなった。

## その他の作品
トーメとウェルズは、1949年に共作をしなくなったが、ウェルズはもっぱら映画やテレビの脚本の執筆に取り組みながら、様々なミュージシャンや作家たちとポピュラー楽曲を共作し続けた。共作した人々の中には、デューク・エリントン、サイ・コールマン (Cy Coleman) （エミー賞ノミネート作品を共作）、ヘンリー・マンシーニ（アカデミー賞ノミネート作品を共作）らがいた。
ロバート・ウェルズは、映画監督ブレイク・エドワーズとも頻繁に仕事をしており、映画『暗闇でドッキリ (A Shot in the Dark)』や『テン (10)』、さらには、エドワーズの妻ジュリー・アンドリュースを取り上げた1975年のイギリスのテレビ特番『Julie – My Favourite Things』のために、楽曲を提供した。この他、ウェルズが音楽を担当した映画には、1953年の『地上より永遠に』、1954年の『フランス航路 (The French Line)』、1956年の西部劇『テーブル・ロックの決闘 (Tension at Table Rock)』などがある。
テレビでは、『ダイナ・ショア・シェヴィ・ショー』で放送作家、ソングライター、プロデューサーを務め、また、ジーン・ケリー、ペギー・フレミング、アンディ・ウィリアムス、ヴィクター・ボーグ、ジェーン・パウエル (Jane Powell)、ハリー・ベラフォンテといったスターたちの、多数の単発バラエティ番組のためにも楽曲を作った。1975年のシャーリー・マクレーンの特別番組『If They Could See Me Now』は、2つのエミー賞に輝き、『ダイナ・ショア・シェヴィ・ショー』では4つのエミー賞を連続受賞した。

## 私生活
1949年、ウェルズは、ミュージカル『アレグロ (Allegro)』や『キス・ミー・ケイト (Kiss Me, Kate)』で有名だったブロードウェイの舞台女優で歌手のリサ・カーク (Lisa Kirk) と結婚した。ウェルズは、1990年にカークが死去するまで添い遂げた。
その後、ウェルズはマリリン・ウェルズ (Marilyn Wells) と再婚した。
マイケル・ゲインズ (Michael Gaines) は、ウェルズの養子である。

## おもな作品
ロバート・ウェルズは、共作も含め、400曲以上の出版楽曲の作者である。おもな作品は以下の通り。
- ザ・クリスマス・ソング (The Christmas Song (Chestnuts Roasting on an Open Fire)) - メル・トーメとの共作、1945年
- Re-Enlistment Blues、From Here to Eternity - いずれも映画『地上より永遠に』のために書かれたフレッド・カージャー (Fred Karger) との共作、1953年
- What Every Girl Should Know - デヴィッド・ホルト (David Holt) との共作、1954年
- Here's to the Losers - ジャック・シーガル (Jack Segal) との共作、1963年
- When Joanna Loved Me - ジャック・シーガルとの共作、1963年
- It's Easy to Say - 映画『テン』のために書かれたヘンリー・マンシーニとの共作、1979年：アカデミー歌曲賞にノミネート

## 受賞
おもな受賞には以下のものがある。
- エミー賞6回
- 1957年 シルヴァニア賞 (Sylvania Award)
- 1957年 ピーボディ賞
- 1998年 ソングライターの殿堂 (Songwriters Hall of Fame) から、「ザ・クリスマス・ソング」にタワリング・ソング賞 (Towering Song award) が贈られた（メル・トーメとともに受賞）